# Shinobi (jeu vidéo, 1991)
Pour les articles homonymes, voir Shinobi.
Shinobi , connu aussi sous le nom The G.G. Shinobi, est un jeu vidéo d'action développé par Sega AM7 et édité par Sega sur Game Gear. La série Shinobi est un grand classique du jeu d'action/plates-formes des années 1980 et 1990.
Le jeu connait une suite en 1992 sur Game Gear dénommée Shinobi II: The Silent Fury.
Le jeu est ressorti sur la Console virtuelle de la Nintendo 3DS le 29 mars 2012 et sur la Game Gear micro le 6 octobre 2020.